# Atherigona contrastiloba
Atherigona contrastiloba este o specie de muște din genul Atherigona, familia Muscidae, descrisă de Deeming în anul 1987.
Este endemică în Madagascar. Conform Catalogue of Life specia Atherigona contrastiloba nu are subspecii cunoscute.